# Johann Adam Morasch
Johann Adam Morasch (auch Jean Adam Morasch oder Johann Adam Moras; * 27. April 1682 in Pöttmes; † 19. Dezember 1734 in Ingolstadt) war ein deutscher Mediziner und Hochschullehrer.

## Leben
Morasch war Sohn des Adam Moras, eines Bürgers und Krämers italienischer Abstammung. Er besuchte zunächst das Ingolstädter Jesuitengymnasium, bevor er an das Gymnasium von Neuburg/Donau wechselte. Anschließend absolvierte er das Fürstbischöfliche Lyceum zu Freising. Er studierte Philologie an der Universität Wien und Philosophie an der Universität Dillingen. Das Studium setzte er an der Universität Ingolstadt fort, unter anderem unter Joseph Anton Kleinbrodt. Zugleich widmete er sich dem Studium der Medizin. 1705 wurde er in Ingolstadt zum Doktor der Philosophie promoviert. Noch im selben Jahr wurde er Stadtphysicus von Herrieden. Gleichzeitig trieb er seine medizinischen Studien voran, sodass er 1707 in Ingolstadt zum Doktor der Medizin promoviert wurde.
Morasch wurde 1707 zum Leibarzt des Fürstbischofs von Eichstätt Johann Anton I. Knebel von Katzenelnbogen berufen. 1708 erhielt er außerdem eine Stelle als außerordentlicher Professor der Medizin in Ingolstadt, allerdings gegen den ausdrücklichen Willen der Fakultät. Man warf ihm antiaristotelische Tendenzen und mangelnde Erfahrung vor. Er unterzog sich noch praktischen Studien bei Franz Ignaz Sattler in München und legte 1710 das Examen vor dem Collegium Medicum ab. Anschließend wurde er zum Landschaftsphysicus für den Ingolstädter Kreis ernannt. Nochmals gegen den Willen der Fakultät erhielt er 1710 die Stelle als ordentlicher Professor für Anatomie und praktische Medizin an der Ingolstädter Hochschule, 1716 erhielt er die "Primaria Professura". Zu seinen Gegnern gehörten beispielsweise Konrad Herdegen, Anton Heisinger und Georg Hermann.
Morasch richtete an der Ingolstädter Universität die Anatomische Abteilung ein, in der er neben Tierkadavern auch menschliche Leichen untersuchen ließ. Außerdem baute er den Botanischen Garten aus und unternahm 1725 dazu eine Reise nach Italien, um Pflanzen zu sammeln. Zehnmal stand er der Medizinischen Fakultät als Dekan und zweimal, 1718 und 1727, als Rektor der Universität vor. Er häufte eine große wissenschaftliche Bibliothek an, die nach seinem Tod von der Medizinischen Fakultät erworben wurde und später in der Universitätsbibliothek München aufging.
Morasch wurde 1716 kurfürstlich bayerischer Rat. Am 24. Dezember 1719 nahm ihn die Academia Naturae Curiosorum (Leopoldina) mit dem Beinamen Nebrus als Nr. 343 als Mitglied auf. Zu seinen Schülern zählte unter anderem Franz Joseph Grienwaldt.
Die Moraschstraße in Ingolstadt-Friedrichshofen ist nach ihm benannt.

## Werke (Auswahl)
- Nucleus physiologicus, seu institut. Med. lib. I. juxta Neotericorum mentem ad discentium commodum expositus, chymicomechanice decisus, Ingolstadt 1711.
- Praelectiones academicae ex medicina practica de febribus et capitis morbis, Grass, Ingolstadt 1725.
- Symptomata motus: in praelectionibus academicis publicis et collegiis privatis exposita, Grass, Ingolstadt 1725
- Philosophiae atomisticae, 2 Bände, Ingolstadt 1727–1731.
- Gründliches Untersuchen Oder Beschreibung Des Heyl-Brünleins Und Wild-Bads Nächst Räb, In den Churfürstl. Hertzogthumb Ober-Bayrn, Rentambts Burghausen an denen Ober-Oesterreichische[n] Gräntzen des Lands ob der Enß, in denen Hoch-Gräfl. Tattenbachischen Herrschafften gelegen : Nebst hoch-nöthigen General-Unterricht deren mineralischen Heyl-Wässern, in specie aber von dem Nutzen, Gebrauch und Verhalten der Krancken, und bedürfftigen Bad-Gäste besagten Brünleins , Zipper, Ingolstadt 1733.